# Deira
Pour le quartier de Dubaï, voir Deira (Dubaï).
VIe siècle – 655/679
Entités précédentes :
- Empire romain d'Occident (province de Bretagne seconde ?)

Entités suivantes :
- Northumbrie

Le Deira est un royaume anglo-saxon des VIe et VIIe siècles.
Selon Siméon de Durham, le royaume s'étendait de l'Humber à la Tyne, mais le pays était désert au nord de la Tees. Après l'absorption du royaume d'Ebrauc, York devint la capitale du Deira. Avant cela, la capitale se situait probablement près de Pocklington.

## Histoire
Le premier roi angle dont nous avons connaissance est Ælle, qui conquit le royaume sur les Bretons à la fin du VIe siècle. Le royaume fut ensuite sujet du roi Æthelfrith de Bernicie, qui unifia les deux royaumes pour former le royaume de Northumbrie. Après la mort d'Æthelfrith, le fils d'Ælle, Edwin de Deira, régna sur les deux royaumes, de 616 à 633.
Son neveu Osric lui succéda, puis Oswine, qui fut assassiné par Oswiu, en 651. Durant les années qui suivirent, le royaume fut gouverné par Æthelwald, le fils d'Oswald de Northumbrie puis en tant que royaume vassal successivement par trois fils d'Oswiu de Northumbrie.

## Liste des rois de Deira
- 560-588 : Ælle
- 588-616 : Æthelric
- 616-633 : Edwin
- 633-644 : Osric
- 644-651 : Oswine
- 651-654 : Æthelwald fils d'Oswald de Northumbrie
- 654-664 : Alhfrith fils d'Oswiu de Northumbrie
- 664-670 : Ecgfrith fils d'Oswiu de Northumbrie
- 670-679 : Ælfwine fils d'Oswiu de Northumbrie